# Антоні Модест
Антоні Модест (фр. Anthony Modeste, нар. 14 квітня 1988, Канни) — французький футболіст, нападник.

## Клубна кар'єра
Народився 14 квітня 1988 року в місті Канни. Розпочав займатись футболом в команді «Фрежус», з якої 2003 року потрапив в академію «Ніцци».
Перший матч за основний склад зіграв 4 серпня 2007 року в матчі першого туру чемпіонату Франції проти клубу «Кан». Нападник з'явився на полі на 56-й хвилині, а гра завершилася поразкою «Ніцци» з рахунком 0:1. 23 січня 2008 року у грі проти «Ренна» Модест дальнім ударом забив свій перший гол за «Ніццу», встановивши остаточний рахунок у матчі (1:1). Всього провів за команду два сезони, взявши участь у 42 матчах чемпіонату.
Сезон 2009/10 нападник провів у Лізі 2, виступаючи на правах оренди за «Анже». По ходу сезону Модест двічі визнавався гравцем місяця, а за підсумками турніру з 20 м'ячами став другим у списку бомбардирів
Своєю грою за останню команду привернув увагу представників тренерського штабу клубу «Бордо», до складу якого приєднався влітку 2010 року за 3,5 млн. євро. За клуб форвард дебютував 22 серпня 2010 року у матчі 3-го туру чемпіонату Франції проти ПСЖ. Вже в наступному своєму матчі Модест забив гол, а в грі проти «Арль-Авіньйона» 21 листопада 2010 року нападник вперше у своїй кар'єрі зробив хет-трик. Всього відіграв за команду з Бордо наступні півтора сезони своєї ігрової кар'єри. Більшість часу, проведеного у складі «Бордо», був основним гравцем атакувальної ланки команди.
На початку 2012 року на правах оренди перейшов у «Блекберн Роверс», але не зміг врятувати команду від вильоту з Прем'єр-ліги, після чого наступний сезон провів в оренді у Лізі 1 в «Бастії».
8 липня перейшов у німецький «Гоффенгайм 1899», де провів наступні два сезони.
19 червня 2015 року Модест перейшов в «Кельн», підписавши контракт до 2019 року. Відтоді встиг відіграти за кельнський клуб 3 матчі в національному чемпіонаті.

## Виступи за збірну
Протягом 2008–2010 років залучався до складу молодіжної збірної Франції. На молодіжному рівні зіграв у 16 офіційних матчах, забив 6 голів.